# Petreda
Petreda (mađ. Nagypeterd) je selo u južnoj Mađarskoj.
Zauzima površinu od 11,61 km četvorni.

## Zemljopisni položaj
Nalazi se na 46° 3' sjeverne zemljopisne širine i 17° 54' istočne zemljopisne dužine. Sentžebet je 1,5 km sjeverno, Nagyváty je 2 km sjeveroistočno, Kacsóta je 4 km istočno, Senta je 3 km istočno, Sedijanaš je 3,5 km jugoistočno, Biduš je 1,5 km južno, Botka je 1,5 km zapadno, Becvara je 3 km sjeverozapadno.

## Upravna organizacija
Upravno pripada Sigetskoj mikroregiji u Baranjskoj županiji. Poštanski broj je 7912. 

## Promet
Južno od sela prolazi željeznička prometnica Velika Kaniža-Pečuh. Ondje se nalazi i željeznička postaja Petreda.

## Stanovništvo
Petreda ima 696 stanovnika (2001.). Većina su Mađari, a ima oko 2% Roma i manje od 1% Nijemaca. Romi imaju manjinsku samoupravu. Više od pola sela su izjašnjeni kao rimokatolici, a nešto manje od četvrtine su kalvinisti.

## Vanjske poveznice
- Petreda na fallingrain.com